# Municipio de Knox (condado de Clarion)
El municipio de Knox (en inglés: Knox Township) es un municipio ubicado en el condado de Clarion en el estado estadounidense de Pensilvania. En el año 2000 tenía una población de 1.045 habitantes y una densidad poblacional de 23.5 personas por km².

## Geografía
El municipio de Knox se encuentra ubicado en las coordenadas 41°18′54″N 79°22′44″O / 41.31500, -79.37889.

## Demografía
Según la Oficina del Censo en 2000 los ingresos medios por hogar en la localidad eran de $40,521 y los ingresos medios por familia eran de $45,833. Los hombres tenían unos ingresos medios de $31,364 frente a los $17,031 para las mujeres. La renta per cápita de la localidad era de $16,185. Alrededor del 7,0% de la población estaba por debajo del umbral de pobreza.